# Erik Killmonger
Erik Killmonger (nome de batismo N'Jadaka) é um supervilão que aparece nas histórias em quadrinhos americanas publicadas pela Marvel Comics. Criado por Don McGregor e Rich Buckler, ele apareceu pela primeira vez em Jungle Action #6 (setembro de 1973). O personagem é comumente descrito como um caçador habilidoso e mercenário nascido na fictícia nação africana de Wakanda, que guarda rancor contra o país e seu povo depois que seus pais biológicos foram mortos quando ele era jovem. Criado fora de Wakanda, ele finalmente retorna como um líder revolucionário e terrorista para se vingar e desafia repetidamente o rei e protetor da nação, o Pantera Negra, que se torna seu adversário mais proeminente.
O personagem foi adaptado dos quadrinhos para várias outras formas de mídia, como séries de televisão e videogames. Michael B. Jordan interpretou o personagem nos filmes do Universo Cinematográfico da Marvel Pantera Negra (2018) e Pantera Negra: Wakanda Para Sempre (2022), e mais tarde forneceu a voz para uma versão de realidade alternativa na série animada What If...? (2021).

## Publicação original
Erik Killmonger apareceu pela primeira vez no arco "Panther's Rage" ("A Fúria do Pantera") da revista Jungle Action vol. 2, #6-8 (de setembro de 1973 a janeiro de 1974), e foi criado pelo roteirista  Don McGregor e pelo desenhista Rich Buckler.
O personagem posteriormente apareceu nas revistas Jungle Action vol. 2, #12-18 (de novembro de 1974 a novembro de 1975), Iron Man Annual #5 (1982), Over the Edge #6 (abril de 1996), Black Panther vol. 3, #13 (dezembro de 1999), #15-16 (fevereiro e março de 2000), #18-21 (de maio a agosto de 2000), Deadpool #44 (setembro de 2000), Black Panther vol. 3, #23-25 (de outubro a dezembro de 2000), #60 (julho de 2003) e Black Panther vol. 4, #35-38 (de maio a setembro de 2008).

### Republicação no Brasil
A história de estreia de Erik, "O Terror Negro" (como ele ficou conhecido no Brasil) foi mostrada na revista mensal Superaventuras Marvel n.º 2 (agosto de 1982) da Editora Abril sob o título "Sangue na Selva" que fez parte do arco "A Fúria do Pantera".

## Biografia ficcional

### Origem ebackground
Killmonger nasceu em 23 de novembro  de 1987 em Wakanda, o país governado por T'Chaka, o Pantera Negra e nasceu sob o nome N'Jadaka. Quando Ulysses Klaw, o Garra Sônica, e seus mercenários atacaram Wakanda, eles forçaram o pai de N'Jadaka para ajudá-los a invadir o país para roubar o valioso vibranium; quando Klawe foi derrotado, o seu pai morreu e sua família foi exilada. N'Jadaka acabou no Harlem, Nova York, nutrindo um ódio contra Ulysses e T'Chaka, o rei que o tinha exilado. Ele mudou seu nome para Erik Killmonger e estudou no Instituto de Tecnologia de Massachusetts, desesperado para vingar a morte de seu pai.

### Morte
Já na América e com o nome Killmonger, desenvolveu um ódio profundo pelo Pantera Negra. Depois de um certo tempo, foi convocado pelo Rei T'Challa e repatriado de volta para Wakanda, fixando-se em uma aldeia que mais tarde mudaria seu nome para Vila N'Jadaka, em sua honra. Apesar dos esforços de T'Challa, filho de T'Chaka e atual Pantera Negra, em compensá-lo, repatriando-o e dando-lhe um lugar para viver em Wakanda, Killmonger tentava frequentemente destrona-lo e acabar com o reinado dos Pantera Negra. Ele se tornou um subversivo, uma espécie de revolucionário, com sonhos de libertar Wakanda do que ele chamou de "colonialistas brancos" com influências culturais e devolver Wakanda inteiramente a seus modos antigos. Ele então aproveitou a frequente ausência do Pantera Negra nos Estados Unidos com os Vingadores para encenar um golpe de Estado, junto com Barão Macabro. Ele foi derrotado e morto, até que o Mandarim reclamou seu corpo.

### Ressurreição
Usando seus anéis, o Mandarim foi capaz de amplificar o Altar Ressurreição e restaurá-lo à vida. Killmonger voltou para sua amante e aliada, Senhora Slay e os dois conspiraram para matar o Pantera Negra, e fazer Wakanda retornar aos seus caminhos antigos.
Enquanto Tony Stark visitou Wakanda, Senhora Slay drogou James Rhodes e levou-o prisioneiro. Killmonger parecia ter matado o Pantera Negra, e culpou Rhodes e Stark, convenceram os Wakandanos que ele poderia levá-los a vingança. O Pantera Negra voltou, revelando que ele tinha falsificado a sua morte usando um LMD. O Pantera Negra derrotou Killmonger. O Mandariam recordou o seu anel, e Killmonger revertido para um esqueleto inanimado. Os seguidores de Killmonger ressuscitaram ele novamente e ele iria colidir com T'Challa em diversas outras ocasiões.

### Wakanda
Na esteira do feiticeiro a tentativa de aquisição de Wakanda do Reverendo Achebe, com T'Challa ausente e o controle do país com seu regente Everett Ross, Killmonger tentou ganhar o controle do país através de sua economia, forçando T'Challa para detê-lo por nacionalizando todas as empresas estrangeiras em Wakanda e causar uma corrida ao mercado de ações. Os dois inimigos lutaram em um combate ritual vicioso sobre o direito de governar o país, e Killmonger finalmente foi capaz de derrotar seu inimigo e ganhar o estatuto de Pantera Negra para o seu próprio. Ele manteve o controle de Wakanda por um tempo e até mesmo uma tentativa de herdar estatuto de Vingador de T'Challa, mas quando ele sofreu o rito de ascensão necessária para cimentar a sua posição, seu corpo teve uma reação grave para a erva em forma de coração que ele foi obrigado a consumir - era venenoso para todos, menos a linhagem real. Embora teria sido conveniente para permitir que ele morrer, e ser, sem dúvida, o direito de a posição do Pantera Negra, T'Challa preservada a vida de seu rival.
Killmonger acabou por sair do coma, recuperando assim a sua posição como chefe sobre Wakanda. Ele foi para Nova York e contactado Kasper Cole, um policial que aparece como o Pantera Negra para ajudá-lo com os casos, e tentou ganhar-lo como um aliado , oferecendo-lhe uma versão tamponada da erva em forma de coração do Pantera e de ajuda para encontrar o filho seqüestrado de seu supervisor. Em troca, ele teve de abandonar a identidade Pantera e assumir a de um acólito Tigre Branco do culto Pantera, e seria dever Killmonger um favor. Enquanto Kasper concordou com isso, então ele usou suas novas habilidades erva-aprimorado para rastrear o menino em seu próprio para evitar devido Killmonger uma dívida impagável.
T'Challa é, então, mais uma vez o único governante de Wakanda quando Killmonger ressurge.

## Poderes e habilidades
Killmonger é um estrategista brilhante e um cientista que obteve o seu PhD no MIT. É também um habilidoso lutador de artes marciais, capaz de enfrentar os melhores guerreiros de Wakanda, incluindo o Pantera Negra.
Graças à versão sintética da "erva em forma de coração", Killmonger também tem poderes sobre-humanos. Tal como o soro que deu a Steve Rogers as capacidades de Capitão América, esta erva eleva a velocidade, resistência e força de Killmonger para níveis super-humanos. Além disso, tem sentidos extremamente aguçados garantindo a capacidade de, até mesmo, enxergar no escuro, força, velocidade, durabilidade, agilidade, reflexos e vigor descomunais.
E como se isso não fosse suficiente, Killmonger utiliza frequentemente um uniforme resistente, capaz de disparar raios de energia e injectar veneno nos seus oponentes. Adicionalmente, possui um grupo de leopardos treinados e seguidores fanáticos que utilizam magia negra em favor do seu mestre.

## Em outras mídias

### Filme

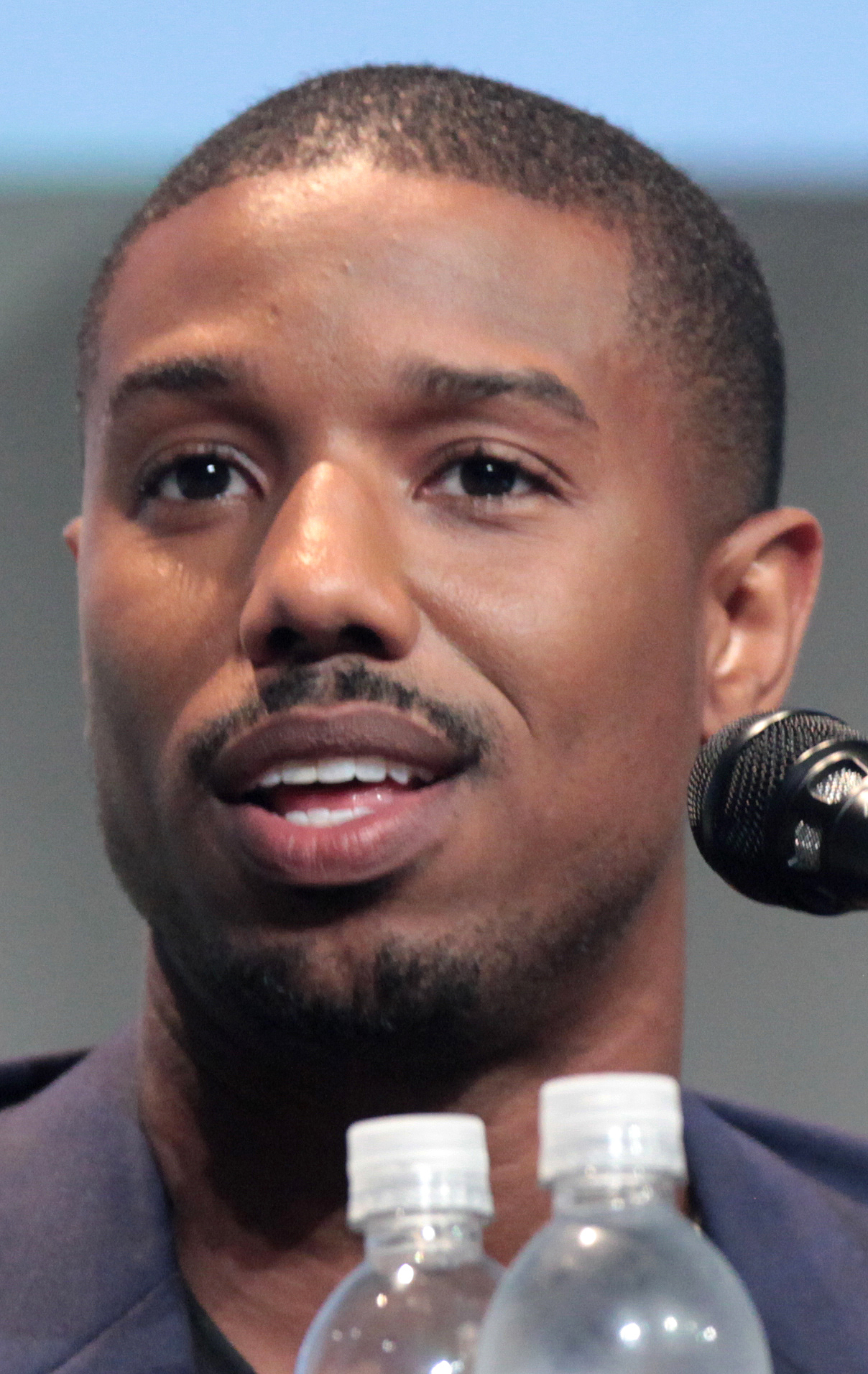
Michael B. Jordan em 2015

Killmonger é o vilão principal no filme solo do Pantera Negra (2018), sendo interpretado por Michael B. Jordan. Nascido Erik Stevens (ou N’Jadaka entre o povo de Wakanda), sua origem é diferente dos quadrinhos: ele é filho de N'Jobu, irmão de T'Chaka, e cresceu em Oakland, Califórnia, onde ainda criança viu o tio matar o pai, e se tornou soldado de operações especiais americano, onde seus grande número de assassinatos (cada um deles registrados em sua pele por escarificação). Como primo do rei T'Challa, decide usar seu direito a disputar o trono de Wakanda, visando usar a tecnologia do país para fortalecer forças-tarefa ao redor do mundo.

### Vídeo games
- Erik Killmonger é um personagem jogável, disponível para aqueles que adquiriram o pacote DLC, Black Phanter para o LEGO Marvel's Avengers (2016).[3][11]
- Erik Killmonger é um personagem jogável em Lego Marvel Super Heroes 2 (2017), dublado por Damian Lynch.[carece de fontes?]
- Erik Killmonger é um personagem jogável em Marvel: Future Fight (2014).[12]
- Erik Killmonger é um personagem jogável em Marvel: Contest of Champions (2015).[13]

### Música
- Erik Killmonger é mencionado na canção "King's Dead" do álbum Black Panther: The Album – Music from and Inspired By dos rappers Jay Rock, Kendrick Lamar e Future, trilha sonora do filme de 2018.[14][15]